# Мортенсен, Эрлин
Эрлин Мортенсен (дат. Erling Mortensen; род. 5 апреля 1955) — датский шахматист, международный мастер (1980).
Чемпион Дании (1981, 1987, 1989 и 1991). 
В составе национальной сборной участник 11-и олимпиад (1976, 1980—1984, 1988—1996, 2002—2004) и 2-х командных чемпионатов Европы (1983, 1992).

## Изменения рейтинга
| Графики недоступны из-за технических проблем. См. информацию на Фабрикаторе и на mediawiki.org. |